# Victor Van Beurden
Victor Van Beurden SSCC (* 7. Januar 1908 in Poppel (Gemeinde Ravels); † 22. April 1991) war ein belgischer Ordensgeistlicher und römisch-katholischer Bischof von Kole.

## Leben
Victor Van Beurden trat der Ordensgemeinschaft der Arnsteiner Patres bei und empfing am 25. Juli 1934 das Sakrament der Priesterweihe. Am 22. Juni 1951 bestellte ihn Papst Pius XII. zum ersten Apostolischen Präfekten von Kole.
Am 14. September 1967 wurde Victor Van Beurden infolge der Erhebung der Apostolischen Präfektur Kole zum Bistum erster Bischof von Kole. Der Bischof von Antwerpen, Jules Victor Daem, spendete ihm am 11. Februar 1968 die Bischofsweihe; Mitkonsekratoren waren der Weihbischof in Mecheln-Brüssel, Paul Constant Schoenmaekers, und der Apostolische Vikar von Ubanghi Belga, Léon Théobald Delaere OFMCap.
Van Beurden nahm an der zweiten und dritten Sitzungsperiode des Zweiten Vatikanischen Konzils teil. Am 28. Januar 1980 nahm Papst Johannes Paul II. das von Victor Van Beurden vorgebrachte Rücktrittsgesuch an.